# Warren Ellis (hudebník)
Warren Ellis (* 1965 Ballarat, Victoria, Austrálie) je australský hudebník-multiinstrumentalista a hudební skladatel. Je dlouholetým spolupracovníkem Nicka Cavea, se kterým od roku 1994 působí ve skupině The Bad Seeds a v letech 2006–2011 spolu s ním byl členem skupiny Grinderman. Rovněž jsou spoluautory hudby k filmům Proposition (2005) a Země bez zákona (2012).
Od roku 1992 rovněž hraje s vlastní skupinou Dirty Three.

## Diskografie

### Nick Cavea Warren Ellis
- CARNAGE (2021)